# 9 avril 1940
Le 9 avril 1940 est le 100e jour de l'année 1940 du calendrier grégorien. Il s'agit d'un mardi.

## Événements
- Opération Weserübung : l'Allemagne envahit le Danemark et la Norvège.
  - Le gouvernement danois capitule au bout de quelques heures.
  - En Norvège, les Allemands s'emparent de Bergen, Trondheim, Arendal et Egersund. Le croiseur lourd allemand Blücher est coulé par les canons de la forteresse d'Oscarsborg, retardant de quelques heures la chute d'Oslo. Le gouvernement norvégien et la plupart des membres du Parlement quittent la capitale pour Hamar, puis Elverum. À Oslo, Vidkun Quisling s'empare du pouvoir par un coup d'État.

## Naissances
- Jean-Paul Diamond, homme politique québécois
- Moungounga Nkombo Nguila, homme politique congolais
- Joachim Reske, athlète allemand
- Christian Sautter, homme politique français

## Décès
- Mrs. Patrick Campbell, actrice britannique (75 ans)
- Paul Elbel, homme politique français (65 ans)
- Maria Germanova, actrice russe (55 ou 56 ans)
- Gustav Jahn, magistrat allemand (77 ans)
- Camille Lammertijn, homme politique belge (80 ans)
- Jean Verdier, archevêque français (76 ans)